# Medinaceli diadalív
A medinaceli diadalív (spanyolul: arco de Medinaceli) a közép-spanyolországi Medinaceli római kori műemléke. Ez az egész ország egyetlen háromnyílású diadalíve.

## Története és leírása
A diadalívet az 1. században építették azon a helyen, ahol valószínűleg a római uralom alatt álló keltibér település, Ocilis helyezkedett el. Egy kisebb dombra építették, nagyjából 1200 méteres tengerszint feletti magasságban a Jalón völgye fölé: valószínűleg Róma hatalmát akarták fele demonstrálni. 1930-ban műemlék kategóriában bekerült a spanyol kulturális javak jegyzékébe.
Az építmény a Soria tartományban található Medinaceli település délkeleti peremén helyezkedik el. Kapuzatán út nem vezet át, hanem az ívvel párhuzamosan húzódik közvetlenül előtte és mögötte egy-egy út illetve utca. A máig jól megőrzött szerkezetű, de romló állapotú díszítéssel rendelkező ív a traianusi modellt követi, de ma már egyre valószínűbbnek tartják, hogy nem Traianus, hanem Domitiauns alatt épült.
Magassága 8,1 méter, míg területe 13,2 m × 2,1 m. Szimmetrikusan egy nagyobb középső és két kisebb oldalsó, félköríves záródású nyílással rendelkezik: a középsőn a kocsik és az állatok, a két szélsőn gyalogosok léphettek be rajta, mivel városkapuként is szolgált (valószínűleg egy védőfal részeként). Teljes egészében szögletesre faragott kövekből épült, amelyeket habarcs tart össze.
Régen egy felirat is lehetett rajta, amelyből kiderült volna, hogy a diadalívet kinek állították, de ma már csak bemélyedések, lyukak jelzik az egykori felirat helyét.

## Képek

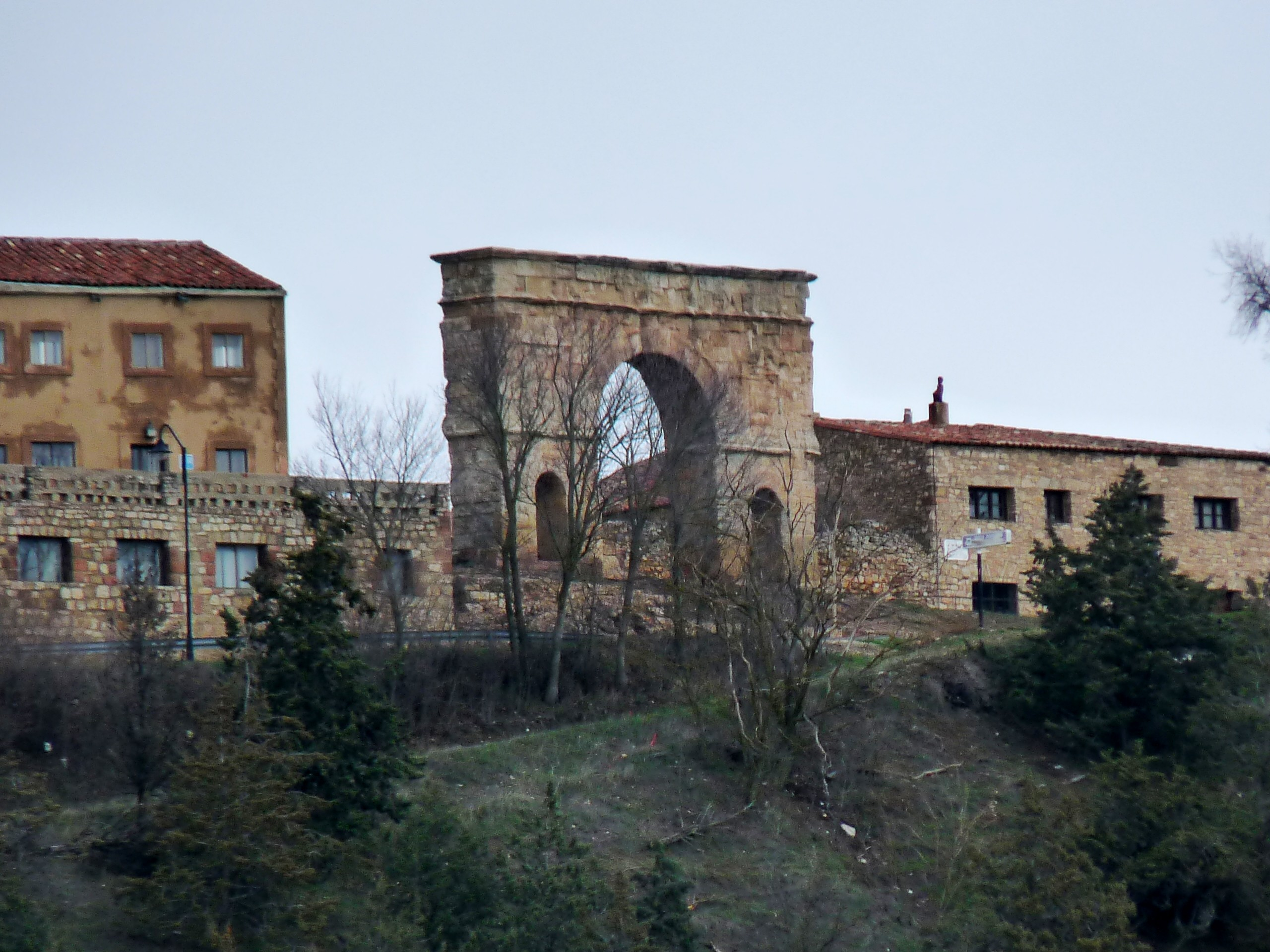
Az építmény és környezete
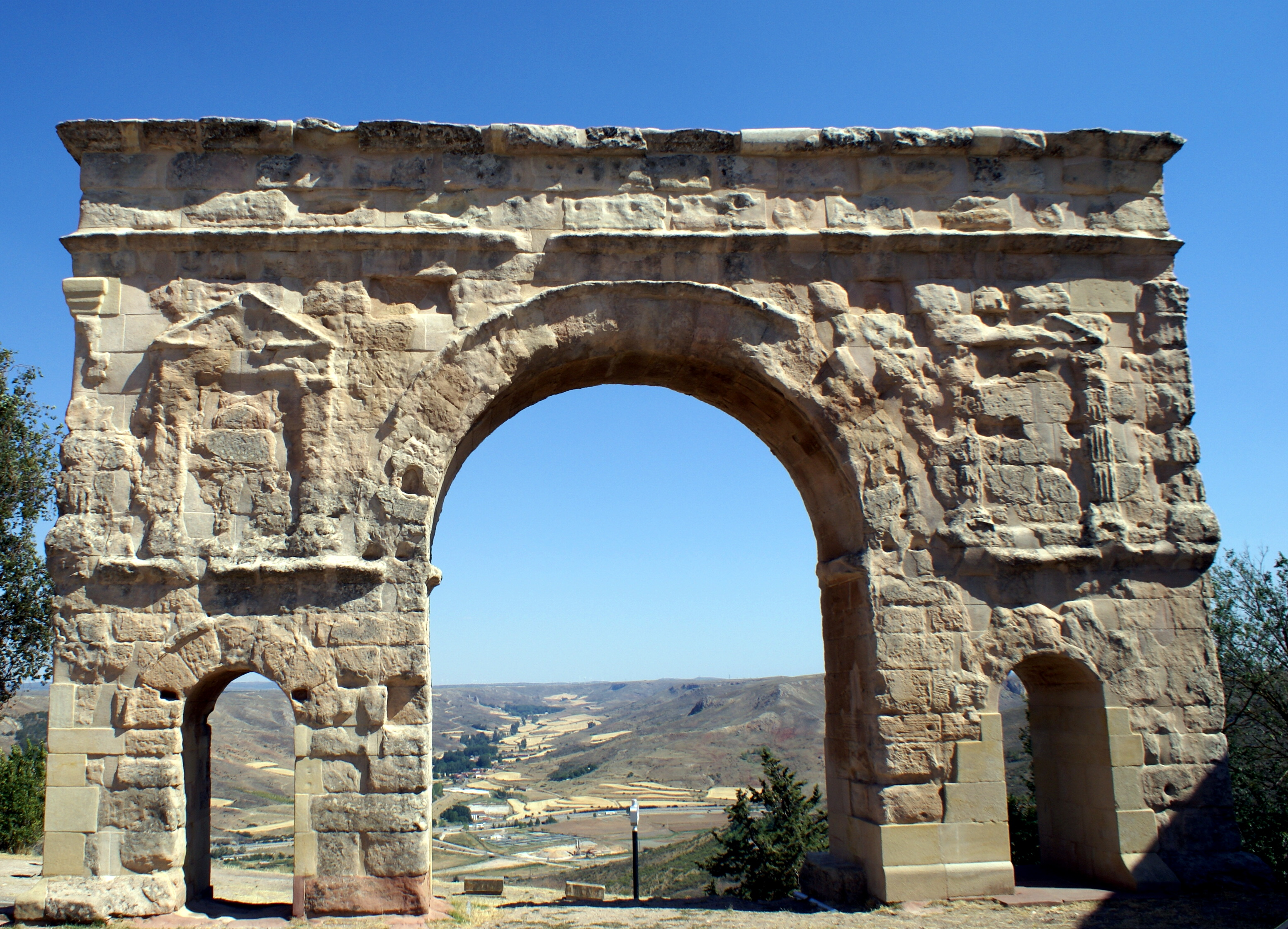
Az északi oldal
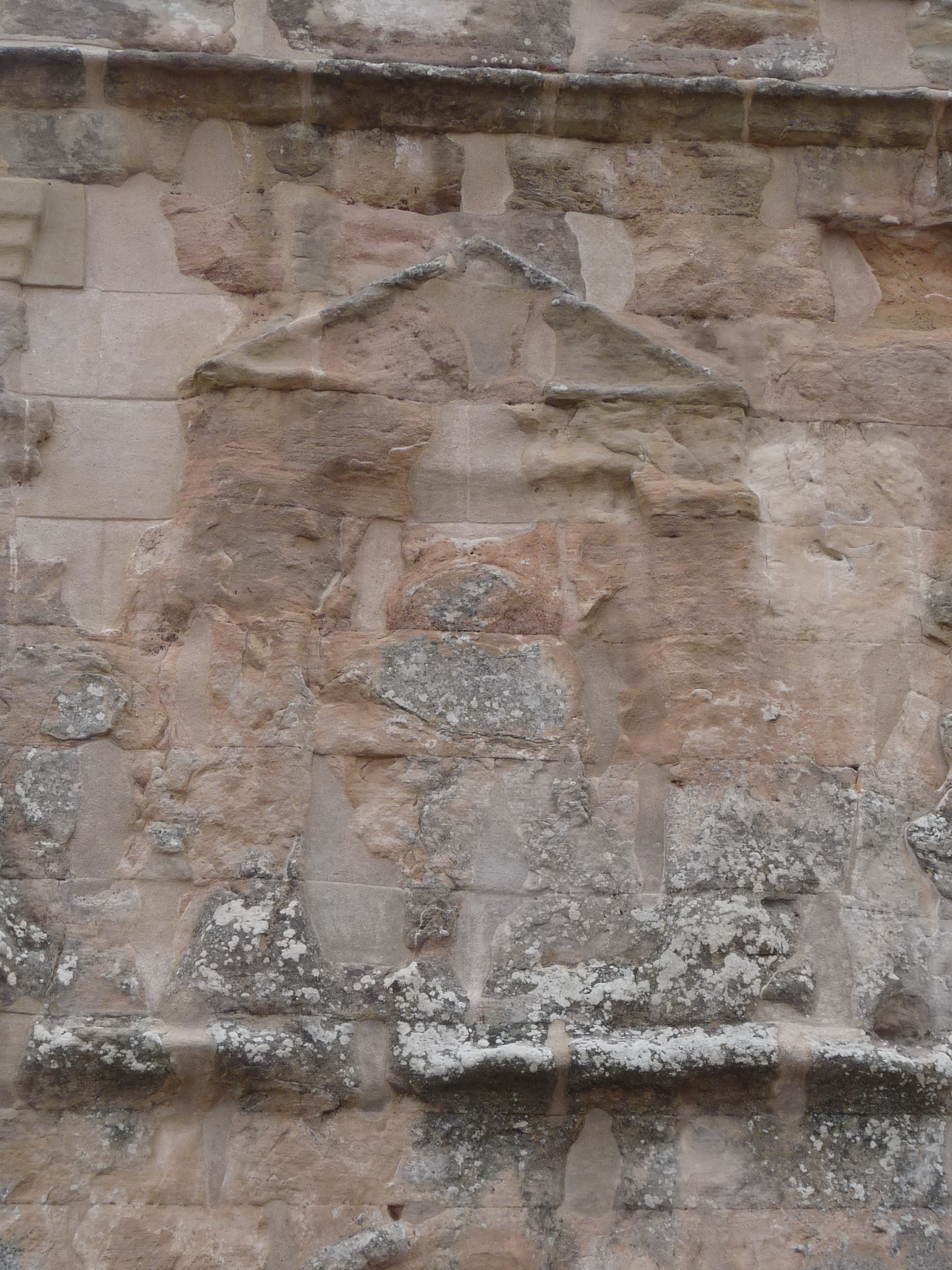
Részlet
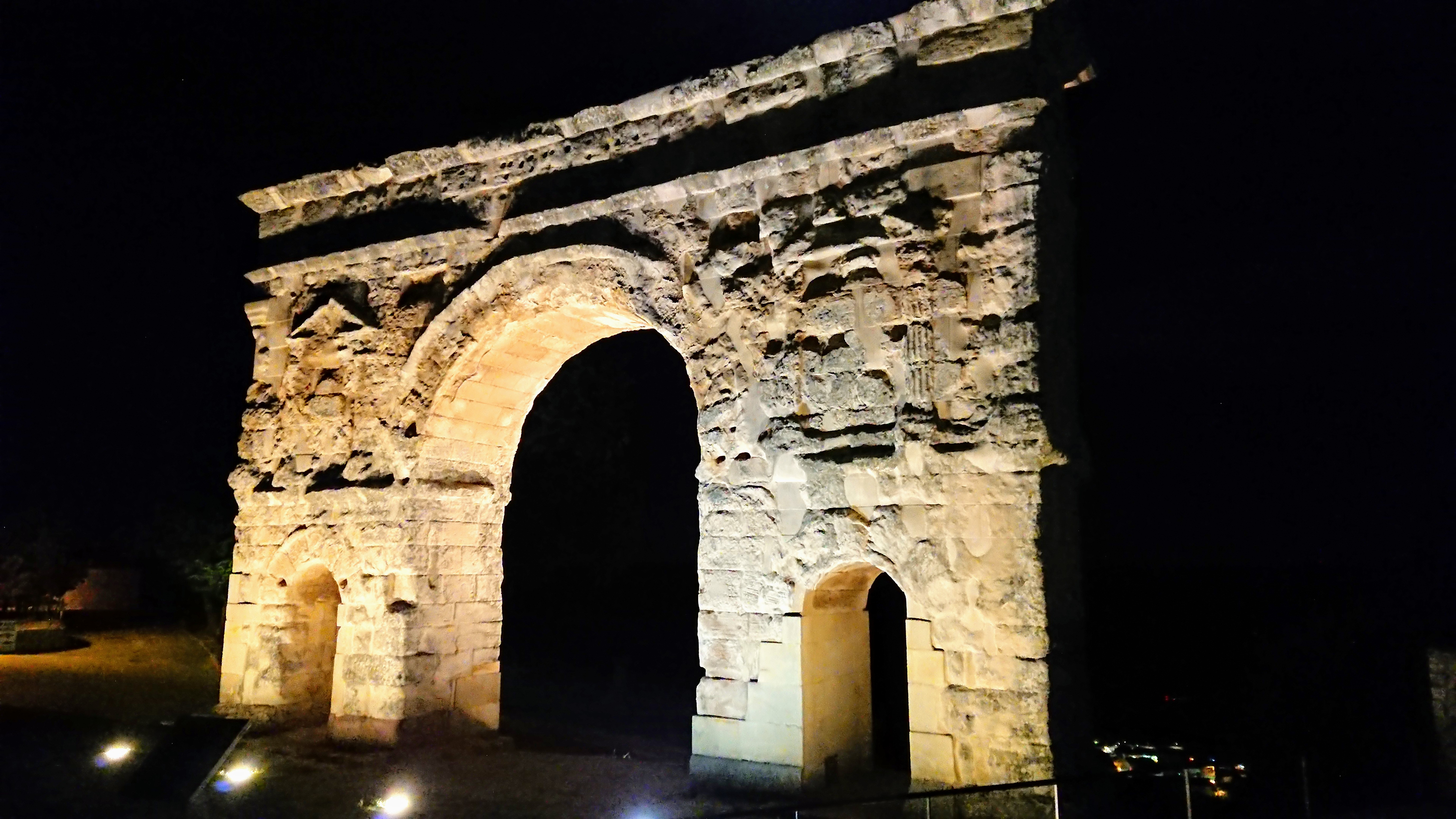
Éjszaka, kivilágítva